# Rose Mhando
Rose Mhando là một nghệ sĩ Phúc âm đã giành giải thưởng châu Phi và được biết đến nhiều nhất ở châu Phi với tư cách là Nữ hoàng nhạc phúc âm ở châu Phi.
Cô bắt đầu sự nghiệp âm nhạc của mình với tư cách là giáo viên hợp xướng trong Dàn hợp xướng Saint Mary của Dodoma cho Nhà thờ Anh giáo Chimuli.
Vào ngày 31 tháng 1 năm 2005, Rose Muhando đã được trao giải Nhà soạn nhạc xuất sắc nhất, ca sĩ hay nhất và cho album hay nhất trong năm trong buổi Hòa nhạc Giải thưởng Âm nhạc Phúc âm Tanzania, 2004.
Vào tháng 12 năm 2005, cô đã tham gia vào một buổi hòa nhạc phúc âm để giúp gây quỹ cho trại trẻ mồ côi Dar es Salaam.
Vào tháng 2 năm 2011, Rose Muhando đã ký hợp đồng thu âm nhiều album với Sony Music. Việc ký kết được công bố tại một cuộc họp báo ở Dar es Salaam, Tanzania, vào ngày 9 tháng 2 và là thỏa thuận đầu tiên của loại hình này đối với Đông Phi.

## Danh sách đĩa hát
Một số album của bao gồm:
- Mteule Uwe Macho (2004)
- Kitimutimu (2005)
- Jipange Sawasawa (2008) [1][2]
- Nyota ya Ajabu (2010)
- Utamu Wa Yesu (2011)
- Nampenda Yesu (2017)
- Jitenge Na Lutu (2017)
- Hangriema với dàn hợp xướng của cô (2017)
- Usife Moyo (2018)

### Giải thưởng đã giành được
- Giải thưởng âm nhạc Tanzania 2005: Ca sĩ nữ xuất sắc nhất và Ca khúc tôn giáo hay nhất ("Mteule uwe macho") [3]
- 2009 Giải thưởng Ca sĩ Phúc âm hay nhất Tanzania: Rose Mhando; Ca sĩ xuất sắc nhất Tanzania, được trao tặng Tsh 200, 000 bởi Công ty Phát thanh Truyền hình Tanzania TBC dưới bài hát của cô có tên là 'Nibebe'
- Giải thưởng Groove Kenya 2008 - nghệ sĩ phúc âm nữ xuất sắc nhất châu Phi